# サミット美浜パワー千葉みなと発電所
サミット美浜パワー千葉みなと発電所（サミットみはまパワーちばみなとはつでんしょ）は、千葉県千葉市美浜区新港35にある火力発電所。

## 概要
2003年にサミットエナジー（住友商事100%出資子会社）が出資して設立したサミット美浜パワー株式会社が経営する発電所である。千葉食品コンビナート内の複数工場へ電力および蒸気の供給ならびに特定規模電気事業者であるサミットエナジーへ小売電力を供給する蒸気供給併用型高効率コンバインドサイクル発電設備として2004年7月に運転を開始した。

## 発電設備
1号機
発電方式：多軸型コンバインドサイクル発電方式
定格出力：5万1,850kW
　ガスタービン：1万6,970kW × 2軸
　蒸気タービン：1万7,910kW × 1軸
使用燃料：都市ガス
営業運転開始：2004年7月